# Stade Imam Lyes
Stade Imam Lyes – wielofunkcyjny stadion w Al-Madijji, w Algierii. Obiekt może pomieścić 12 000 widzów. Swoje spotkania rozgrywają na nim piłkarze klubu Olympique Medea.